# Гебхард фон дер Шуленбург-Волфсбург
Карл Фридрих Гебхард фон дер Шуленбург-Волфсбург (на немски: Karl Friedrich Gebhard Graf von der Schulenburg-Wolfsburg; Carl Friedrich Gebhard Graf von der Schulenburg; * 21 март 1763, Брауншвайг; † 25 декември 1818, Брауншвайг или в Волфсбург) е граф от род фон дер Шуленбург във Волфсбург. Той е висш чиновник в Княжество Брауншвайг-Волфенбютел, президент на имперските съсловия в Кралство Вестфалия и водещ политик в Херцогство Брауншвайг.

## Биография
Той е най-големият син на дворцовия маршал в пруския двор при Фридрих Велики граф Гебхард Вернер фон дер Шуленбург (1722 – 1788) и съпругата му София Шарлота фон Велтхайм (1735 – 1793), дъщеря на Фридрих Август фон Велтхайм (1709 – 1775) и фрайин Мария Анна Катарина Камейтски фон Елстиборс (1709 – 1760).
Карл Фридрих Гебхард следва природни науки между 1778 и 1782 г. в „Collegium Carolinum“ в Брауншвайг. От 1782 г. следва право в Гьотинген. След това от 1784 до 1786 г. е в Лозана компаньон на наследствения принц Карл Георг Август фон Брауншвайг-Волфенбютел (1766 – 1806), син на Карл Вилхелм Фердинанд фон Брауншвайг-Волфенбютел. След това той се връща в Брауншвайг.
Карл Фридрих Гебхард наследява баща си. Той остава тясно свързан с наследствения принц. Той го придружава в Нидерландия за неговата сватба с Фридерика Луиза Вилхелмина фон Ораниен. В неговия двор Карл Фридрих Гебхард е няколко години главен дворцов майстер. Напуска службата си, за да се грижи за собственостите си.
През 1808 и 1810 г. той е президент на имперските племена на Кралство Вестфалия. След края на Кралство Вестфалия херцог Фридрих Вилхелм (1771 – 1815) го поставя през 1814 г. на върха на провизорния управителен когег. Шуленбург придружава херцога в главната квартира на антинаполеонската коалиция във Франция. През 1814 г. той напуска тази служба, заради различия с херцога.
От 15 декември 1814 до 25 декември 1818 г. Карл Фридрих Гебхард също е член на племенното събрание в Хановер и е президент от 15 декември 1814 до 16 октомври 1815 г. След смъртта на херцог Фридрих Вилхелм той става отново председател на Колегията на тайния съвет на Херцогство Брауншвайг. Тази служба той има до смъртта си.
Карл Фридрих Гебхард е последният господар на дворец Волфсбург, който е погребан във фамилната гробница в църквата „Св. Мария“ във Волфсбург.

## Фамилия
Карл Фридрих Гебхард фон дер Шуленбург се жени на 17 септември 1789 г. във Волфсбург за Анна Кристиана Вилхелмина фон Мюнххаузен (* 8 април 1769, Катленбург; † 21 март 1832, Волфсбург), дъщеря на Албрехт Адолф Вилхелм фон Мюнххаузен (1742 – 1785) и Анна Сибила фон Харденберг (1751 – 1808). Те имат децата:
- Вилхелмина Августа Сидония Шарлота фон дер Шуленбург (* 7 декември 1790; † 1868, Брауншвайг), омъжена за Хайнрих Юлиус Кристиан фон Бюлов (* 7 януари 1779; † 10 септември 1842)
- Фридрих Гебхард Вернерфон дер Шуленбург-Волфсбург (* 9 март 1792, Брауншвайг; † 2 септември 1861, Брауншвайг), пруски политик, женен на 12 септември 1818 г. в Буер, окръг Оснабрюк, за фрайин Шарлота Винке (* 7 юли 1797, Хановер; † 5 февруари 1888, Волфсбург)
- Аделхайд Луиза София Фридерика фон дер Шуленбург (* 13 май 1794)
- Мария Анна Клаудина Хенриета фон дер Шуленбург (* 24 ноември 1796)
- Ханс Лудвиг Август фон дер Шуленбург (* 14 май 1798, Брауншвайг; † 3 август 1874, Брауншвайг), женен за графиня Аделхайд фон Бюлов (* 31 юли 1805, Магдебург; † 5 септември 1840, Обер-Шмидеберг)
- Ханс Ото Карл фон дер Шуленбург (* 13 ноември 1800, Брауншвайг; † 20 октомври 1866, Венделщайн), женен на 29 март 1831 г. в Мерзебург за Фридерика Мария Емилия Аделхайд фон Мюнххаузен (* 29 август 1807, Байройт; † 12 декември 1856, Венделщайн)
- Клара Юлиана Армгард фон дер Шуленбург (* 23 януари 1809), омъжена за Ернст фон Фризен
- Херман Август Гюнтер фон дер Шуленбург (* 8 декември 1810)
- двама други негови синове са убити в Освободителните войни през 1813 и 1814 г.